# 기타 레이키치

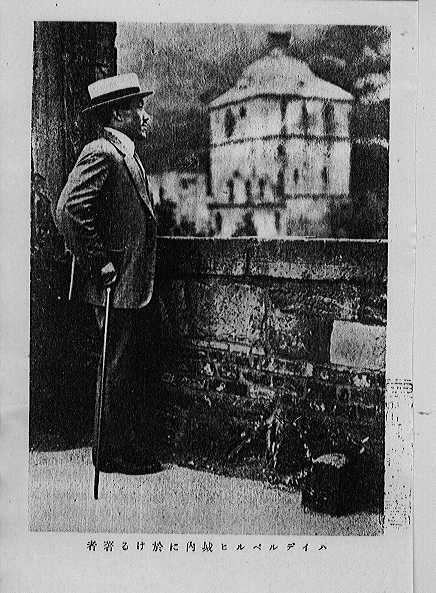
1921년 독일 하이델베르크성에서.

기타 레이키치(일본어: 北 昤吉: 1885년 7월 21일-1961년 8월 5일)는 일본의 평론가, 교육자, 정치가다. 중의원의원, 일본자유당 정조회장을 역임했으며 다마 미술대학의 설립자다. 기타 잇키의 남동생이다.